# Steinweg 31 (Quedlinburg)

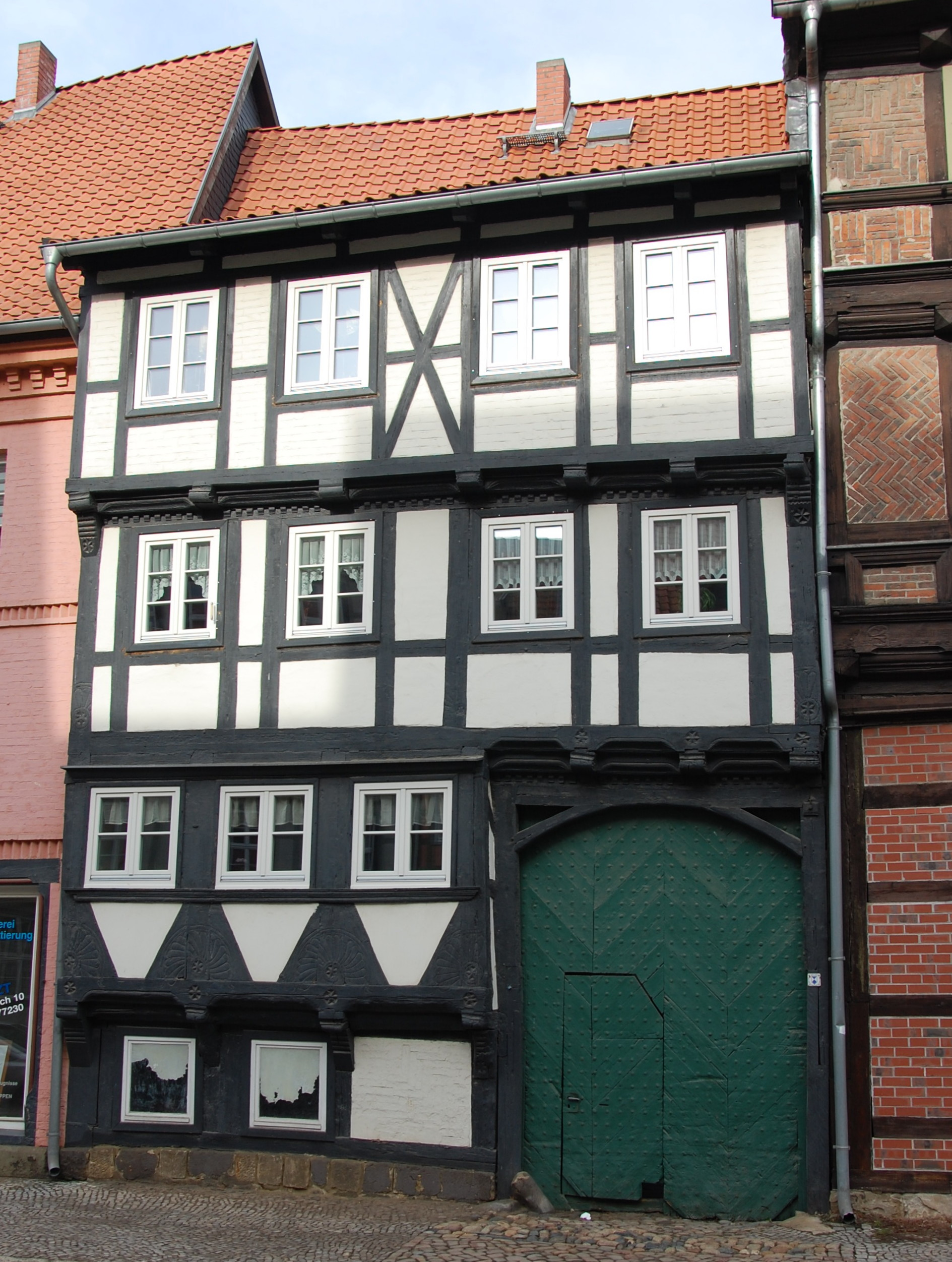
Steinweg 31

Das Haus Steinweg 31 ist ein denkmalgeschütztes Gebäude in der Stadt Quedlinburg in Sachsen-Anhalt.

## Lage
Es befindet sich in der historischen Quedlinburger Neustadt auf der Nordseite des Steinwegs. Östlich grenzt das gleichfalls denkmalgeschützte Haus Steinweg 32 an. Im Quedlinburger Denkmalverzeichnis ist es als Wohnhaus eingetragen.

## Architektur und Geschichte
Das Fachwerkhaus ist der rechte Teil eines aus zwei straßenseitigen Gebäuden bestehenden Anwesens. In seinem Kern geht es nach einer Bauinschrift auf das Baujahr 1594 zurück. An der Fassade finden sich Verzierungen aus der Zeit der Renaissance, so insbesondere Fußwinkelhölzer mit geschnitzten Fächerrosetten. Hierbei handelt es sich um eine Spätform dieser Art der Verzierung. An den Stockschwellen bestehen profilierte Knaggen, Schiffskehlen und Konsolfriesen. Das Gebäude wurde in der Zeit um 1860 aufgestockt. In der Ostseite des Fachwerkbaus besteht eine Hofdurchfahrt. Im Tor befindet sich eine Pforte.
Hofseitig bestehen auf der Westseite zwei Gebäude aus der Zeit des Barock.